# Maarten Wansink
Maarten Wansink (Utrecht, 16 maart 1957) is een Nederlands acteur. Bij het grote publiek is hij vooral bekend van het Sinterklaasjournaal en de Sinterklaasintocht, waar hij van 2001 tot 2018 te zien was als Huispiet.

## Levensloop
Wansink studeerde aan de Toneelschool in Amsterdam. Na zijn opleiding speelde hij in de Blauwe Maandag Compagnie, het Werkteater, Toneelgroep Amsterdam en het Noord Nederlands Toneel. Ook regisseerde het cabaretgezelschap Zak en As. Hij kreeg hiervoor de Nederlandse Cabaretprijs. Verder was hij te zien in enkele films en in diverse Nederlandse televisieseries. Wansink is de broer van Hans Wansink, politiek commentator van de Volkskrant.

## Rollen

### Films
| Film                    | Rol              | Jaar |
| ----------------------- | ---------------- | ---- |
| Superjuffie             | Directeur Jan    | 2018 |
| Het wapen van Geldrop   | ziener           | 2008 |
| Girl in Hyacinth Blue   | ???              | 2002 |
| The Last Words of Dutch | Frank Fredericks | 2003 |
| Nynke                   | Van Kol          | 2001 |
| Baby Blue               | Detective #2     | 2001 |
| Kruimeltje              | Glaszetter       | 1999 |
| Op hoop van zegen       | Kok              | 1986 |

### Musicals
| Musical                                             | Jaar |
| --------------------------------------------------- | ---- |
| Dirty Dancing (musical)                             | 2004 |
| Kunt U mij de weg naar Hamelen vertellen, mijnheer? |      |

### Theater
- Het verzamelde werk van William Shakespeare (2017)[1]
- Opname (2015), ter gelegenheid van de heropening van het Witte Theater in IJmuiden, als dokter Hageman
- Kabaal en Liefde (2013) (Zeeland nazomer festival)
- Soldaat van Oranje als François van 't Sant (2013)(2014)
- De storm (2009)
- Dirty Dancing (2008)
- De tante van Charlie (2004)
- Kunt u mij de weg naar Hamelen vertellen, meneer? (musical, 2003)
- Het beloofde land (2002)
- Vallende sterren (2002)
- Macbeth (1999)
- Closer (1998-1999)
- Oom Wanja (1998)
- De mensenhater (1998)
- Om de liefde van Laurentia (1997)
- Koppen dicht (1997)
- Vlieg mijn draak (1997)
- Rietveld (1996)
- Tussendorst (1995)
- Depijnbank (1993)
- De jodin van Toledo (1992)
- Oordeel (1990-1991)
- Ballet (1989-1992)
- Nachtwake (1987-1988)
- Altijd wat (1987)
- Verre vrienden (1986)
- Romeo en Jeannette (1985)

### Televisie
- Flikken Rotterdam (2018)
- Klem (televisieserie) (2018) - Rechercheur
- Johan (2014) – Cor Koster
- Ik ook van jou (2013) – Lex
- Het Sinterklaasjournaal (2001-2018) – Huispiet
- Flikken Maastricht (2012, afl. 6) – Trainer MVV
- Spoorloos Verdwenen (2007) – Adrie van der Heijden
- Medea (2006)
- De Club van Sinterklaas: De Grote Generale (2005) – Huispiet
- Het Feest van Sinterklaas (2004-2007) – Huispiet
- Zes Minuten (2004)
- Thomas de stoomlocomotief (2002) - De Dikke Contecteur (stem)
- Najib en Julia (2002) – Joost
- De Landelijke Intocht Van Sinterklaas (2002-2007 • 2009-2018) - Huispiet
- Gemeentebelangen (2002-2003) – Eduard van Weezel
- Het Sinterklaas Journaal (2001-2018) - Huispiet
- M'n dochter en ik (1994-1996) – Dirk Vogelzang
- Wildschut & De Vries (2000) – Leo Bouwman
- Flodder (televisieserie, 1999, opgenomen 1997) – kunstkoper (afl. Vossejacht)
- Huurder Verhuurder (1997)
- Mijheer Wansink (1996)
- Linda en Harrie (1995) – Harrie (comedy-item in het spelprogramma Love Letters)
- Coverstory (1995) – Jos Oudhof (seizoen 2)
- Ha, die Pa! (1993) - Pompbediende (Afl. Blij dat ik rij)
- We zijn weer thuis (1989-1994) – Fred Bonkers (5 seizoenen)
- Meneer Rommel (1992) – Bacil
- Staten Generaal (1991) – Willem
- Plafond over de vloer (1986) - Deurwaarder
- De lachende scheerkwast (1981) - Ober

### Videogames
- Disney Infinity-spellen (2013-2015) - Don Carlton (stem)

### Hoorspelen
- De 100-jarige man die uit het raam klom en verdween (2017) - Gerdin (stem)

- International Standard Name Identifier: 0000 0001 3279 3461
- Nederlandse Thesaurus van Auteursnamen: 288844300
- Virtual International Authority File: 287102718
- WorldCat: E39PBJppDy786DTRXTcTyY8pyd